# Ornithogalum collinum
Ornithogalum collinum là một loài thực vật có hoa trong họ Măng tây. Loài này được Guss. mô tả khoa học đầu tiên năm 1825.

## Hình ảnh

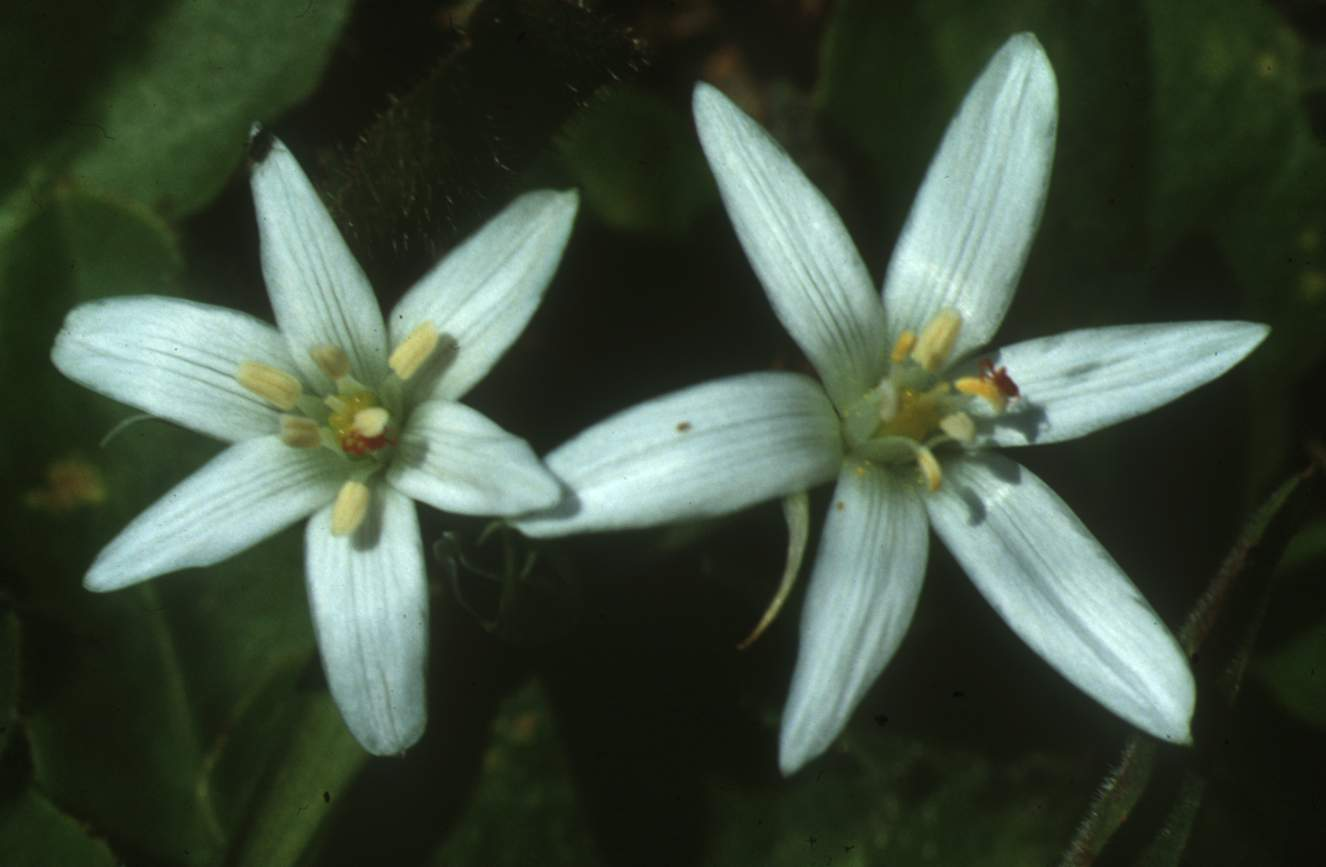